# Lula (okres Levice)
Lula (maďarsky Lüle) je obec na Slovensku v okrese Levice. První písemná zmínka o obci pochází z roku 1226. V letech 1938 až 1945 byla obec přičleněna k Maďarsku.
V obci stojí kaple Mateřství Panny Marie, jednolodní původně renesanční stavba ze 16. století, s půlkruhově ukončeným presbytářem, bez věže.  V 19. století kaple prošla novorománskou úpravou.